# Українська сільська рада (Острозький район)
Украї́нська сільська́ ра́да — колишній орган місцевого самоврядування в Острозькому районі Рівненської області. Адміністративний центр — село Українка.

## Загальні відомості
- Українська сільська рада утворена в 1959 році.
- Територія ради: 20,27 км²
- Населення ради: 1 202 особи (станом на 2001 рік)

## Населені пункти
Сільській раді підпорядковані населені пункти:
- с. Українка
- с. Бубнівка
- с. Вишеньки
- с. Гай
- с. Дубини

## Склад ради
Рада складається з 16 депутатів та голови.
- Голова ради: Косінський Юрій Петрович
- Секретар ради: Козак Наталія Миколаївна

### Керівний склад попередніх скликань
| Прізвище, ім'я, по батькові | Основні відомості                                                                                     | Дата обрання | Дата звільнення |
| --------------------------- | --- | ------------ | --------------- |
| Драчук Сергій Олександрович | Сільський голова, 1965 року народження, освіта середня спеціальна, член Соціалістичної партії України | 26.03.2006   | 31.10.2010      |
| Драчук Сергій Олександрович | Сільський голова, 1965 року народження, освіта середня спеціальна, безпартійний                       | 31.10.2010   |                 |

Примітка: таблиця складена за даними сайту Верховної Ради України